# Alessandro Antonello (dirigente d'azienda)
Alessandro Antonello (Tradate, 17 ottobre 1965) è un dirigente d'azienda e dirigente sportivo italiano.

## Carriera
Laureato in Economia e Finanza all'Università degli Studi di Bergamo, consegue l'abilitazione di dottore commercialista. Inizia la propria carriera lavorando per Deloitte&Touche. Successivamente percorre la propria carriera aziendale nell'ambito finanziario ricoprendo vari ruoli manageriali, fino al 2011 quando entra nel mondo dello sport come direttore finanziario di Puma Italia per poi essere nominato Amministratore Delegato della stessa società nell'ottobre 2014.

### Inter
Nel 2015 passa all'Inter sempre con l'incarico di direttore finanziario. In seguito all'acquisto della società da parte del Suning Holdings Group, alle sue mansioni aggiunge quella di direttore operativo. A luglio 2017 viene designato nuovo amministratore delegato della società in sostituzione del cinese Liu Jun, carica che diventa operativa il 1º settembre 2017. Il 28 maggio 2018 viene nominato consigliere della Lega Nazionale Professionisti Serie A. Il 13 dicembre dello stesso anno, dopo l'ingresso in società di Giuseppe Marotta in qualità di amministratore delegato dell'area sportiva, diventa responsabile dell'area corporate. Il 7 settembre 2021 viene eletto membro del board dell'European Club Association (ECA). Il 3 febbraio 2025, dopo dieci anni all'interno del club in vari ruoli, lascia l'Inter in cui aveva l'incarico di amministratore delegato dell'area corporate della società.

### Olympique Marsiglia
Nell’estate del 2025 diventa direttore generale dell’Olympique Marsiglia.